# Giuseppe Moroni
Giuseppe Moroni (Cremona, 6 ottobre 1888 – Roma, 22 ottobre 1959) è stato un pittore italiano.

## Biografia

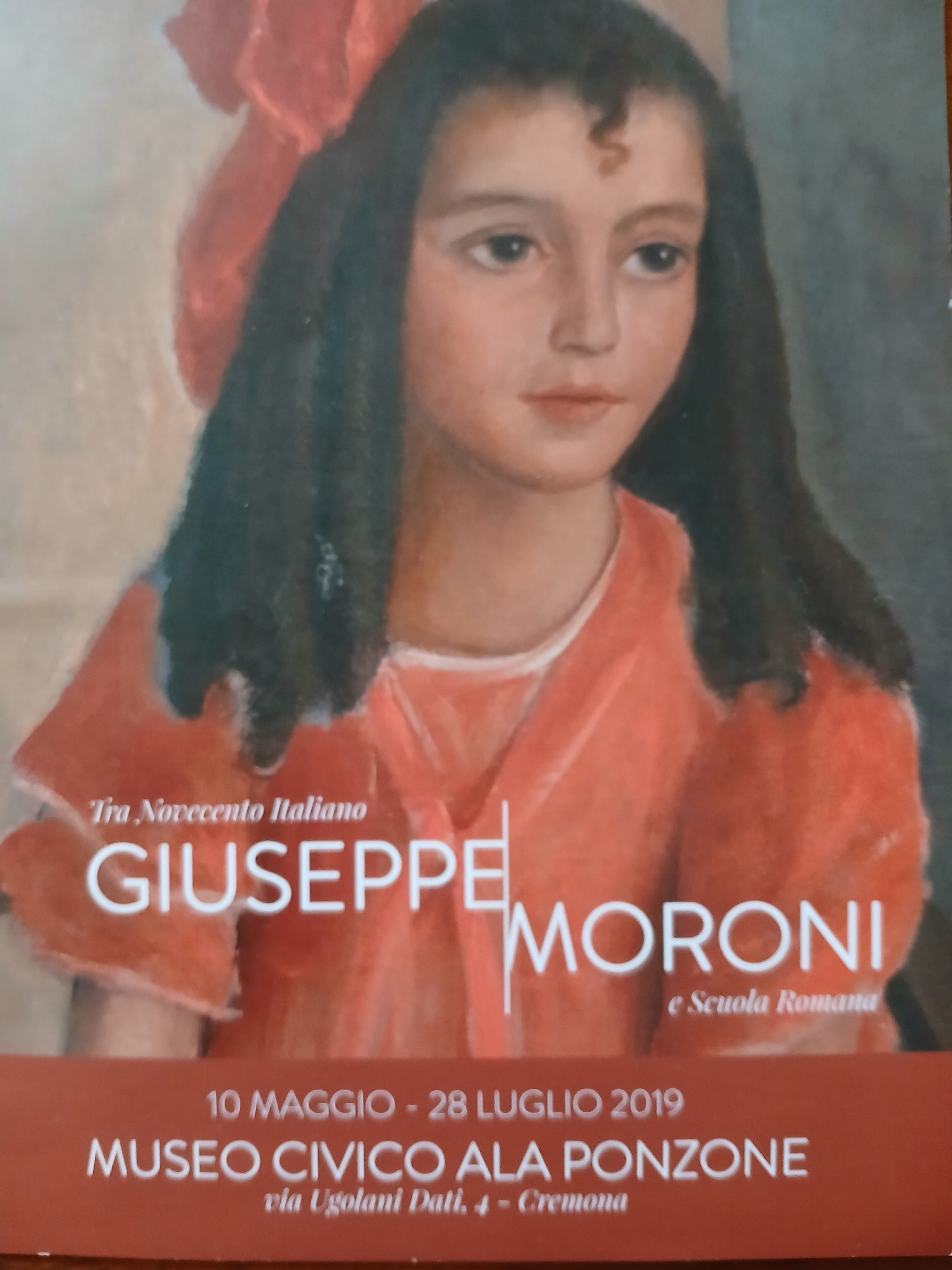
Dépliant della mostra "Giuseppe Moroni - Tra Novecento Italiano e Scuola Romana"

Secondogenito di Blandina Fava e di Giulio Moroni, decoratore e doratore, inizia la propria formazione artistica a Cremona frequentando il corso di arti ornamentali alla scuola Ala Ponzone; appena sedicenne, si trasferisce a Milano dove lavora e studia frequentando i corsi serali alla Scuola Superiore d'Arte Applicata all'Industria annessa al Museo Artistico Municipale. Vinto il concorso per il legato Fanny Ferrari, continua i suoi studi all'Accademia di Brera, allievo del pittore scapigliato Vespasiano Bignami; nell'anno 1910-11 figura fra gli alunni della scuola obbligatoria di nudo del grande ritrattista Cesare Tallone.
Nel 1912, vinto il Premio Oggioni, si reca a Roma per perfezionarsi alla Scuola Superiore di Belle Arti sotto la guida di Giulio Aristide Sartorio e Giulio Bargellini. Dopo il servizio militare, coadiuva e sostituisce Bargellini quale insegnante di decorazione applicata nella Regia Scuola Superiore di Architettura di Roma. 
Lasciato l'insegnamento per dedicarsi completamente all'arte, sceglie di lavorare per buona parte dell'anno nella quiete di Pieveottoville in comune di Zibello, un paese della bassa parmense, poco distante dal Po, da lui ben conosciuto e amato per avervi trascorso tante volte le vacanze presso lo zio prete, Mons. Alessandro Fava, Cappellano di Sua Santità.
Partecipa a varie esposizioni: Milano, Torino, Cremona, Quadriennale di Roma, Biennale di Venezia. Nel 1925 vince il primo premio al Concorso Artistico Nazionale Francescano di Milano con “S. Francesco riceve le Stimmate”: è premiato anche all'Esposizione Internazionale di Arte Sacra a Padova dove presenta il quadro “Miraculorum – Sant'Antonio risuscita un bimbo morto”. Al Concorso Artistico Nazionale Francescano del 1927 ottiene la medaglia d'argento dal Ministero della Pubblica Istruzione per la tela “S. Francesco guarisce il lebbroso”.

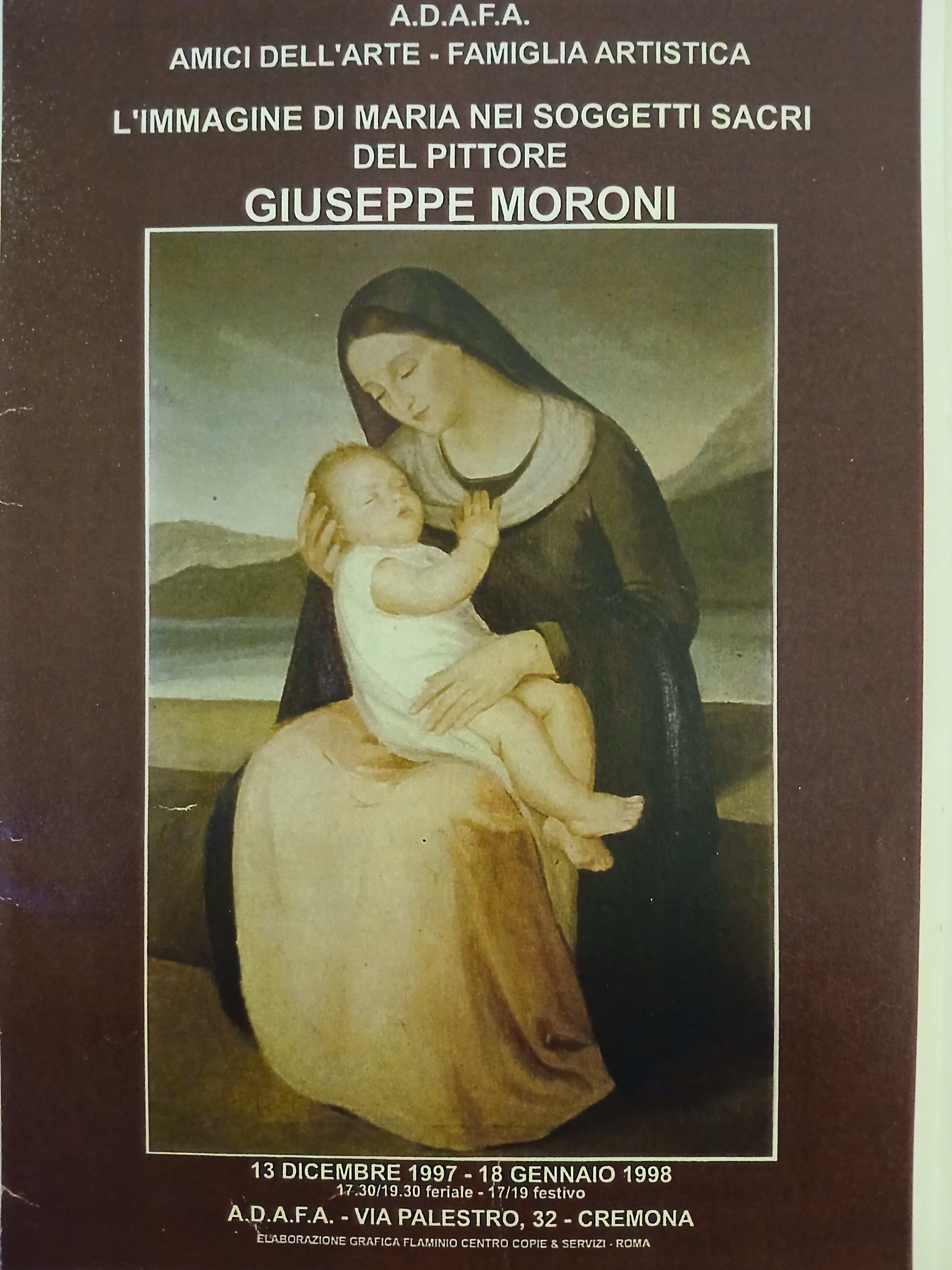
Dépliant della mostra "L'immagine di Maria nei soggetti sacri del pittore Giuseppe Moroni"

Di animo profondamente cristiano e devoto alla Madre di Dio, Moroni manifesta la sua predilezione per l'immagine di Maria col Bambino, dipingendo molti quadri su questo tema, tanto da essere chiamato “Il pittore delle Madonne”.  Nel 1997 l'ADAFA di Cremona organizza un'esposizione di dipinti e disegni intitolata “Immagini di Maria nei soggetti sacri del pittore Giuseppe Moroni”. Analoga esposizione gli dedica nel 1999 la Facoltà Teologica Marianum di Roma, dal titolo “Dignitas Matris: l'evento della maternità alla luce della madre di Gesù”
Moroni esegue grandi affreschi nelle Terme Berzieri di Salsomaggiore e nelle Terme Tettuccio di Montecatini Terme, nella collegiata di San Bartolomeo Apostolo di Busseto, nella Chiesa dei Barnabiti a Cremona e nella Chiesa Santa Maria di Costantinopoli a Benevento. Numerosi suoi lavori si trovano in varie altre Chiese specie della pianura padana: Zibello, Polesine Parmense, Castelvetro Piacentino, Fidenza, Pieveottoville, Soragna e Noceto.
Esegue cartoni per mosaici per varie chiese: attratto dagli effetti di luminosità e trasparenza cromatica realizza con cura artigianale vetrate per numerose chiese dell'Emilia-Romagna e della Lombardia, aiutato solamente dalla moglie e modella, Maria Stella Turchetti, curando personalmente la cottura per il fissaggio del colore in un apposito forno fatto installare nella sua dimora di Pieveottoville. ( Le immagini di alcune vetrate e mosaici si trovano sul sito web “beweb.chiesacattolica”  all’indirizzo riportato nella voce “collegamenti esterni”) 
I soggetti preferiti sono principalmente religiosi, ma numerosi sono anche i ritratti e non mancano i paesaggi, in particolare ritratti dalla campagna intorno a Pieveottoville  e le nature morte, in prevalenza fiori; in alcuni quadri figura anche la selvaggina, testimonianza della sua passione per la caccia.
Di carattere mite e riservato, schiva la notorietà; queste caratteristiche si riflettono nella pittura dai toni smorzati, priva di colori violenti e dove le forme morbide, le nudità caste e il nitore cromatico trasmettono serenità e misticismo.
Sebbene in contatto con personaggi aderenti a vari movimenti artistici del primo novecento e soprattutto con i pittori della "Scuola Romana" fra i quali gli amici Alberto Ziveri e Guglielmo Janni,  la sua pittura “presenta caratteri personali, duttilità di adeguazione ai suoi soggetti, intuito psicologico e capacità espressiva: elementi che testimoniano insieme ricchezza di doti artistiche e la sensibilità di immedesimarsi nei vari ambienti ai quali le sue opere erano destinate”, quest'ultima caratteristica è particolarmente evidente nell'affresco di Salsomaggiore che si colloca in “perfetta armonia con i raffinati decori policromi dei marmi, delle ceramiche e del liberty orientaleggiante di Galileo Chini.”
Con l'esposizione del suo dipinto "Modelli" nella mostra "Realismo Magico" al Museo d'arte moderna e contemporanea di Trento e Rovereto (MART) 2017/2018, Moroni ha trovato una sua collocazione anche in quella corrente pittorica internazionale che caratterizza gli anni venti e trenta del 1900, definita appunto "Realismo magico" dal critico d'arte tedesco Franz Roh.

## Opere principali e loro collocazione
- Benevento - Chiesa di Santa Maria di Costantinopoli - nell'abside un affresco raffigurante la storia della città (andato distrutto), le pale degli altari: Sacro Cuore, Battesimo di Nostro Signore, Santa Maria Goretti, una via crucis e un mosaico sulla facciata con la scena della Discesa dello Spirito Santo
- Busseto - Collegiata di San Bartolomeo Apostolo - Stazioni della Via Crucis; nell'abside due vetrate e due grandi affreschi  (1942-43): uno con I momenti salienti della Passione di Gesù e l'altro inneggiante alla Vita e glorificazione della Vergine. Nella cappella dedicata ai Caduti sue sono le decorazioni e le due vetrate raffiguranti i Santi Vigilio e Giusto; l'affresco Cortei di vedove e orfani attribuito da alcuni a Guglielmo Janni, sarebbe sempre opera di Moroni (vedi bibliografia: A. Allegrini).
- Busseto - Biblioteca-Museo Civico - Ritratto di Monsignor Alessandro Fava
- Busseto - Chiesa di Santa Maria Annunziata - nell'arco del coro, Crocifissione (1949)
- Busseto - Cappella del Cimitero di Busseto - catino absidale Cristo Risorto tra due angeli; lunetta sopra l'ingresso Deposizione
- Ca' d'Andrea - Chiesa di San Pietro in Mendicante - affreschi nell'abside e sulle pareti del presbiterio che rappresentano scene della Passione di Nostro Signore e figure di vari santi: San Pietro, Sant'Anna con la vergine bambina, Sant'Antonio col Bambino
- Calvenzano - Chiesa Parrocchiale - affresco con Episodi della vita dei santi Pietro e Paolo (1931)
- Campobasso - vetrata Battesimo di Gesù
- Castelvetro Piacentino - Chiesa parrocchiale - affresco Il buon Pastore e i quattro Evangelisti
- Castelvetro Piacentino - Chiesa di Croce Santo Spirito - vetrata che rappresenta Il Redentore
- Cicognara (Viadana) - chiesa di Santa Giulia - due vetrate nell'abside che rappresentano la Natività e la Sacra famiglia; una terza vetrata con Santa Giulia
- Cremona - Chiesa di San Luca dei Barnabiti - affreschi della Cappella di Sant'Antonio Maria Zaccaria con illustrazioni di persone e opere di carità dei padri barnabiti
- Cremona - Chiesa di San Michele Arcangelo – sull'altare della cripta dedicata ai Caduti nelle guerre La Pietà dei Caduti o Deposizione, opera presentata alla Mostra Internazionale d'Arte Sacra (Roma, 1950)
- Cremona - Museo civico Ala Ponzone - Presso questo museo sono presenti i seguenti quadri: Colonie fluviali, Deposizione (cartone), Eva cacciata dal Paradiso, Il mezzadro, Modelli (1927), Il nonno, Ritratto di signora e Miraculorum-Sant'Antonio guarisce un bimbo morto
- Diolo (Soragna) - Chiesa di Santa Caterina d'Alessandria - affresco Battesimo di Nostro Signore
- Fidenza - Seminario di via Palestro - Cristo sofferente (1944) (carboncino), immagine di Maria Vergine delineata a penna
- Fidenza - Curia Vescovile - Pietà (dipinto su tela, forse un bozzetto di un'altra opera)
- Fidenza - Santuario della Gran Madre di Dio dal 1950 parrocchiale di S. Michele Arcangelo - nella Cappella del Battistero grande tela con il Battesimo di nostro Signore
- Fidenza - affresco Cappella Aimi al cimitero - La pietà (1927) (il relativo cartone si trova nel museo di Cremona)
- Milano - Segretariato delle Missioni Francescane - San Francesco riceve le stimmate[14] - (1925) I premio al Concorso Artistico Nazionale Francescano – MI

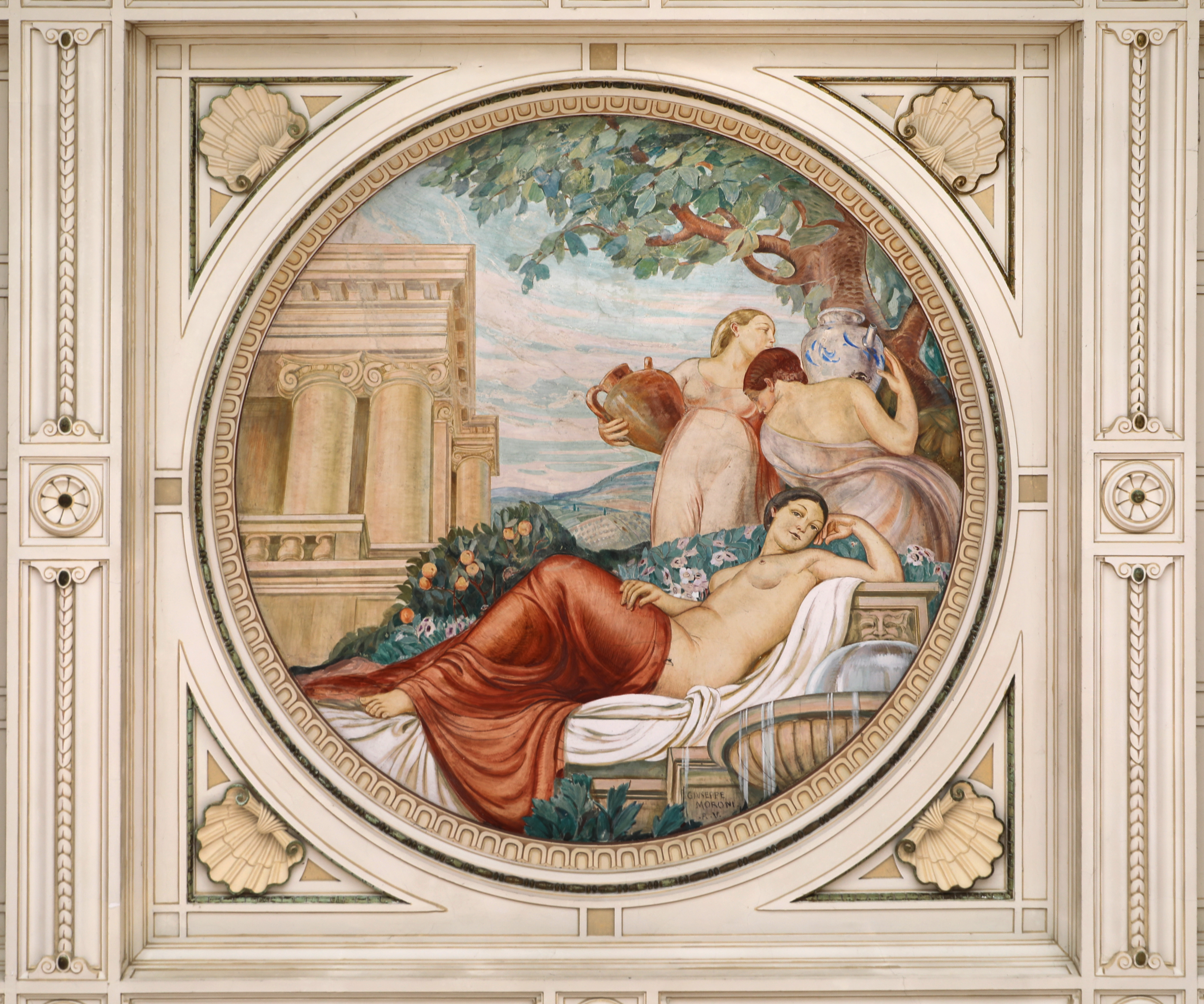
Terme Tettuccio, “La Sorgente in riposo”

- Montecatini Terme - Stabilimento delle terme Tettuccio (1927-28) - motivi pittorici nella Sala delle Poste. Nell'atrio delle Terme c'è una raffigurazione delle comunicazioni attraverso il tempo e sul soffitto un tondo che rappresenta La Sorgente in riposo. Nel salone dei rinfreschi il Moroni non lavorò in modo autonomo, ma collaborò con Giulio Bargellini che gli affidò l'elaborazione degli elementi ornamentali.
- Noceto - Chiesa di San Martino - vetrate, 1952/53 con San Martino,S. Pietro, S. Paolo, Angeli oranti.
- Roma - Collaborazione con Giulio Bargellini vincitore dei concorsi per: 1) la decorazione a fresco della sala del Consiglio della Banca d'Italia nell'ex sede in piazza del Parlamento,[15] 2) le 4 lunette a mosaico del propileo est del monumento a Vittorio Emanuele II, 3) gli impianti decorativi del Palazzo Piacentini del Ministero della Giustizia in via Arenula e dell'Ambasciata statunitense a Roma.
- Roma - Basilica di Santa Croce a Via Flaminia - vetrate nell'abside della navata centrale raffiguranti L'invenzione della croce da parte di sant'Elena, il Redentore davanti alla croce e L'imperatore Eraclio che reca sulle spalle la croce, il battesimo di Nostro Signore. L'affresco del catino absidale rappresenta il Giudizio universale; una lunetta a mosaico con la "Sacra Famiglia" si trova sopra l'ingresso dell'oratorio adiacente alla basilica.
- Roma - Tempio Santa Maria della Salute - San Francesco d'Assisi cura un lebbroso (1925) - medaglia d'argento del Ministero della Pubblica Istruzione all'Esposizione Nazionale di Assisi
- Roma - Chiesa di Santa Maria Liberatrice - Cartoni per le 7 vetrate poste sopra il portale d'ingresso del tempio, raffiguranti I misteri della vita della Madonna realizzate da Spartaco Migliotti.
- Roma - dipinto nella cappella della clinica del prof. Pozzi
- Parma - Chiesa del Corpus Domini - vetrate l'Ultima Cena, La caduta della manna, L'apparizione dell'angelo a Isaia
- Pieveottoville (Polesine Zibello) - Chiesa della Madonna del Po - Madonna con bambino
- Pieveottoville (Polesine Zibello) - Villa Corbellini - grande vetrata Le vie del sogno
- Pieveottoville (Polesine Zibello) - Collegiata di San Giovanni Battista - Via Crucis, Cappella dell'Immacolata, le tele di San Carlo Borromeo e Pietà dei Caduti (1949), vetrata con Battesimo di Nostro Signore
- Pieve San Giacomo - Chiesa Parrocchiale - Sacro Cuore
- Polesine Parmense (Polesine Zibello) - Chiesa in frazione Santa Croce - affresco le anime purganti: Cristo crocefisso con Santa Teresa e Santa Caterina da Siena e angelo che libera le anime del purgatorio (1942). Vetrate che rappresentano Sant'Agata in carcere e il Martirio di Sant'Agata (1933)
- Roncole Verdi (Busseto) - Santuario della Madonna dei Prati - quadro ad olio della Madonna dei Prati (1950)  collocato sopra un analogo affresco molto rovinato attribuito al Campi. Attualmente il quadro si trova nella parrocchiale di Roncole Verdi.[16]

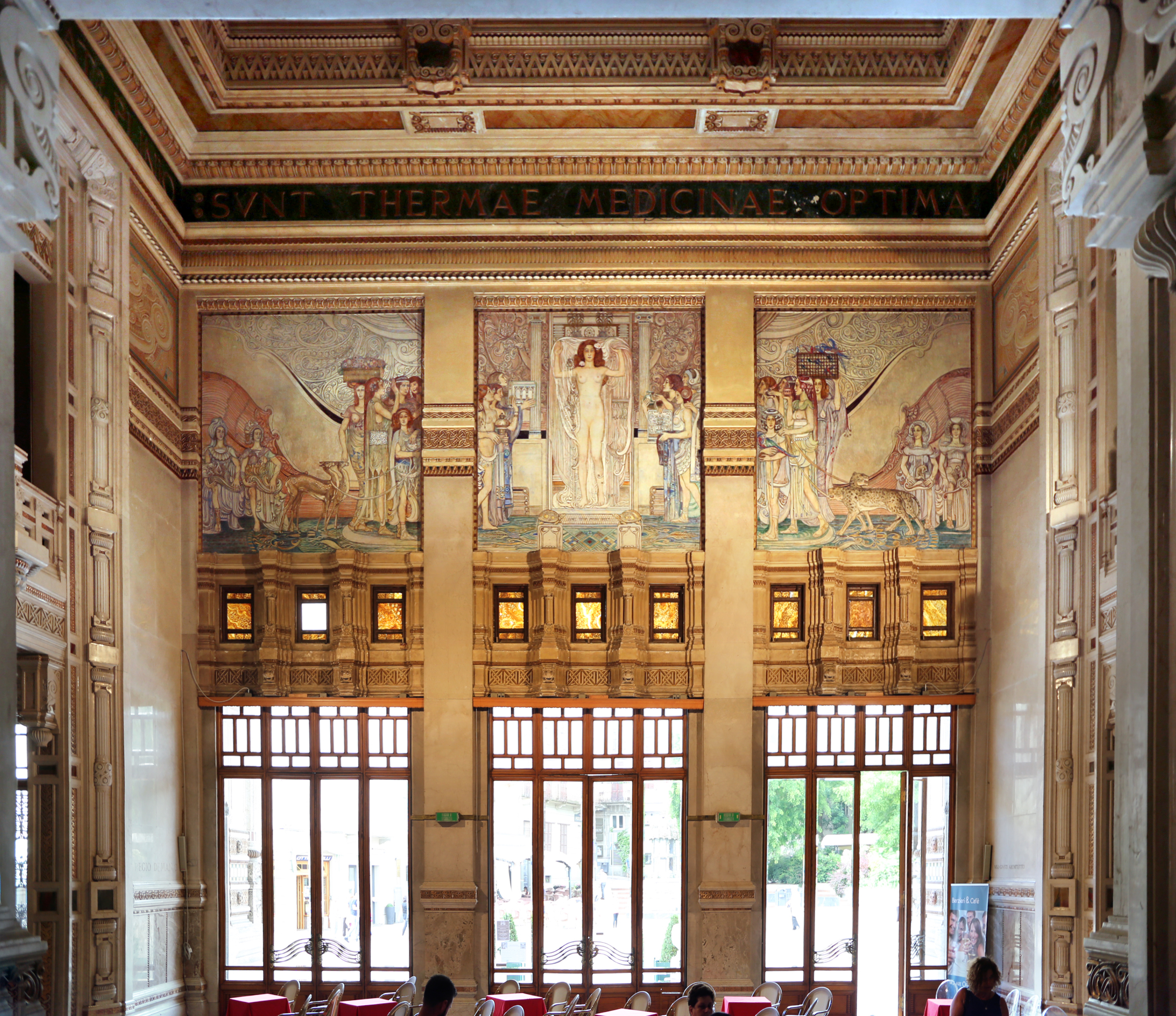
Terme Berzieri, “Il mito di Igea”

- Salsomaggiore Terme - Terme Berzieri - Il mito di Igea (1922) (trittico a tempera sulla parete d'ingresso delle terme)
- Salsomaggiore Terme - Chiesa di S. Maria Assunta - tavole della Via Crucis
- San Daniele Po - Chiesa parrocchiale - vetrata con l'eucaristia
- San Martino del Lago - Chiesa Parrocchiale - Sacro Cuore
- Sesto Cremonese (Sesto ed Uniti) - Chiesa parrocchiale - 2 vetrate con San Giovanni Bosco e San Giacomo
- Soragna - Chiesa di San Giacomo nota anche come santuario della Sacra Famiglia - dipinto Il Battesimo di Cristo e mosaici relativi a Gesù protettore dei lavoratori, Cristo operaio e La Sacra Famiglia
- Soragna - due paramenti liturgici del 1936 disegnati da Moroni e ricamati dalle Suore Piccole Figlie di Soragna. Uno , su fondo nero, riproducente la Crocefissione, l'altro, con relativo cartone/pittura a tempera, che rappresenta Cristo Re con Madonna e Santi.[17]
- Spigarolo (Busseto) - Chiesa parrocchiale - Via Crucis
- Tabiano Castello (Salsomaggiore Terme) - vetrata nella chiesa del castello di Tabiano
- Vailate - Chiesa collegiata - Abside, affresco dal titolo Beati quelli che piangono perché verranno consolati e una Resurrezione
- Zibello (Polesine Zibello) - Sala consiliare del Comune - dipinto Nuova vita feconda presentato alla Prima Quadriennale Romana nel 1931
- Zibello (Polesine Zibello) - Chiesa dei Santi Gervasio e Protasio - decorazioni della cappella del Sacro Cuore e vetrate nella zona absidale: Madonna di Fatima e i tre pastorelli, i Santi Gervasio e Protasio

## Mostre
- 1925 Concorso Artistico Nazionale Francescano,  Milano con “S. Francesco che riceve le stimmate”, Primo Premio
- 1927 Concorso Artistico Nazionale Francescano, Assisi , con “S. Francesco guarisce il lebbroso” medaglia d'argento del Ministero della Pubblica Istruzione .
- 1929 Prima Mostra del Sindacato Laziale Fascista degli Artisti, Roma con “Modelli”
- 1930 Seconda Mostra del Sindacato Laziale Fascista degli Artisti, Roma con “Madonna Rosa”
- 1931 Prima Quadriennale D'Arte Nazionale, Roma, con “Nuova Vita Feconda”
- 1931 89ª Esposizione Società Promotrice Belle Arti, Torino, con “Buoi e Natura morta”
- 1932 XVIII Biennale di Venezia, con “Anno X” (bozzetto)
- 1932 Esposizione Internazionale d'Arte Sacra Cristiana Moderna, Padova, con “Miraculorum - S. Antonio risuscita un bimbo morto”
- 1932 II Mostra d’Arte moderna al palazzo Cittanova a Cremona, con il dipinto “Margherita”
- 1933 Mostra d'arte in Episcopio, Cremona
- 1933 Prima Mostra del Sindacato Nazionale Fascista di Belle Arti, Firenze, con “Fratelli”
- 1934 XIX Biennale di Venezia, con “Composizione”
- 1939 Premio Cremona, con il quadro "Colonie fluviali"
- 1950 Mostra Internazionale d'Arte Sacra – Roma, con “La Pietà dei Caduti”
- 1958 Mostra antologica personale, Salsomaggiore Terme, settembre 1958
- 1985 “XIII Mostra sociale A.D.A.F.A”  Cremona,  con il quadro “Ritratto di rurale”
- 1988 Mostra “Giuseppe Moroni nel centenario della nascita”, Cremona
- 1993 Mostra “Pittori cremonesi del primo Novecento: 51 dipinti dalle collezioni del Museo civico Ala Ponzone di Cremona” a cura di Marco Tanzi, con i quadri “Colonie fluviali” e “Nonno”
- 1997 Mostra “L'immagine di Maria nei soggetti sacri del pittore Giuseppe Moroni”,Cremona
- 1998 Mostra “Giuseppe Moroni opere 1915-1958”, Terme Berzieri, Salsomaggiore
- 1999 Mostra “Dignitas Matris: l'evento della maternità alla luce della madre di Gesù”, Facoltà Teologica Marianum, Roma, dipinti e disegni di G. Moroni.
- 2000 Mostra “Dignità della Madre”, Basilica della SS. Annunziata, Firenze
- 2017/2018 Mostra "Realismo Magico – L’incanto nella pittura italiana degli anni Venti e Trenta”  Mart Rovereto   (TN)¸ Ateneum Art Museum di Helsinki e Folkwang Museum di Essen, con "Modelli" del 1927 ca.
- 2018 Mostra “Sguardi dal ‘900. Volti e storie della città” presso la Pinacoteca di Cremona per l’anno culturale dedicato al Novecento, con il dipinto “La madre”.
- 2018/2019 Mostra “il REGIME dell’ARTE – Premio Cremona 1939-1941” a cura di Rodolfo Bona e Vittorio Sgarbi, presso il Museo Civico di Cremona; con il dipinto “Colonie fluviali” utilizzato anche per pubblicizzare la mostra.L’esposizione del quadro è accompagnata dalla seguente didascalia a firma di V. Sgarbi “ Moroni pettina armoniosamente, con gruppi ordinati di giovani educati e mansueti, senza distinzioni sociali, una bionda spiaggia su un’ansa del Po, in prossimità di Cremona. Ed è beatitudine terrena, in lidi domestici.”
- 2019 Mostra "Giuseppe Moroni tra Novecento Italiano e Scuola Romana" a Cremona presso il museo civico Ala Ponzone dal 10 maggio al 28 luglio 2019.

## Onorificenze
- 1921 Membro onorario dell'Accademia di Brera – MI
- 1959 Socio accademico dell'Accademia Latinitati Excolendae - Artium et Litterarum - Roma